# Máxima (serie televisiva)
Máxima è una serie televisiva drammatica olandese, distribuita sul servizio di streaming Videoland dal 20 aprile 2024. È ispirata alla figura della regina dei Paesi Bassi Máxima Zorreguieta e a sua volta basata al libro Patria, los primeros años de Máxima Zorreguieta della giornalista e scrittrice olandese Marcia Luyten.
In Italia la serie va in onda in prima serata su Rai 1 dal 2 settembre 2024.

## Trama
Ambientata dalla giovinezza di Maxima fino al suo fidanzamento con il principe d'Orange Willem-Alexander, che incontrò per la prima volta nel 1999 ad una festa a Siviglia, in Spagna. La serie inizia in Argentina continuando poi a New York quando Máxima Zorreguieta si trasferì li per lavorare come economista. Infine a Bruxelles, dove la futura regina, ruppe nel dicembre 2000 con l'erede al trono dei Paesi Bassi, fino al fidanzamento ufficiale del marzo 2001.

## Episodi
| Stagione       | Episodi | Pubblicazione Paesi Bassi | Prima TV Italia |
| -------------- | ------- | ------------------------- | --------------- |
| Prima stagione | 6       | 2024                      | 2024            |

## Personaggi e interpreti
- Máxima Zorreguieta, interpretata da Delfina Chaves, doppiata da Martina Felli.
- Willem-Alexander, interpretato da Martijn Lakemeier.
- Nicolás de Amsberg, interpretato da Sebastian Koch.
- Beatriz de los Países Bajos, interpretata da Elsie de Brauw.
- Jorge Zorreguieta, interpretato da Daniel Freire.
- María del Carmen Cerruti, interpretata da Valeria Alonso.
- Tiziano Iachetti, interpretata da Iván Lapadula.
- Cynthia Kaufmann, interpretata da Paula Gala.
- Philippe Laffont, interpretato da Sébastien Corona.
- Dolores, interpretata da Cecilia Cereijido-Bloche.
- Máxima da piccola, interpretata da Olivia Monaco.
- Máxima da adolescente, interpretata da Candela Saitta.
- Tristana Macció, interpretata da Annick Durán Kandzior.
- Ana Laffont, interpretata da Ivette Balaguer.
- Thomas Wagenaar, interpretato da Jacob Derwig.
- Valeria Delger, interpretata da Agustina Palma.
- Florencia de Coco, interpretata da Agostina Goñi.
- Samantha Deane, interpretata da Carla Gris.
- María Laura Tramezzani, interpretata da Noelia Castaño.
- Inés Zorreguieta, interpretata da Gala Bichir.
- Marcela Cerruti, interpretata da Mercedes Cech.
- Martín Zorreguieta, interpretato da Santiago Botto.

## Produzione
La serie è diretta da Saskia Diesing, Joosje Duk e Iván López Núñez, scritta da Ilse Ott, Marnie Blok, Marcela Guerty, Diede Zillinger Molenaar, Sytske Kok e Judith Goudsmit e prodotta da Millstreet Films e FBO in collaborazione con Beta Film.

### Riprese
Le riprese principali  sono iniziate nel giugno 2023, in diversi luoghi tra cui Stati Uniti, Spagna, Belgio e Paesi Bassi. Le sequenze in Argentina sono state simulate girando sulla Gran Vía e all'Instituto Cervantes di Madrid, dirette da Iván López Nuñez, regista spagnolo con sede ad Amsterdam.

## Distribuzione
I primi due episodi sono stati proiettati il 9 aprile 2024 al Canneseries, Festival Internazionale delle Serie di Cannes, in Francia.
Nei Paesi Bassi la serie è stata presentata in anteprima il 20 aprile 2024 attraverso la piattaforma di streaming Videoland.
In America Latina inizialmente si vociferava che la serie sarebbe uscita su Star+, ma alla fine i diritti di trasmissione sono stati acquisiti da Warner Bros. Discovery per lanciarla su Max.
È stato annunciato che Atresmedia ha acquistato i diritti in Spagna e che sarebbe stata distribuita dalle reti televisive in Europa, tra cui RTL dalla Germania, HRT dalla Croazia, ORF dall'Austria, HOT da Israele e LV1 dalla Lettonia e Slovacchia.
In Italia la serie va in onda in prima serata su Rai 1 dal 2 settembre 2024.